# Ectasiocnemis elongata
Ectasiocnemis elongata is een keversoort uit de familie bloemspartelkevers (Scraptiidae). De wetenschappelijke naam van de soort is voor het eerst geldig gepubliceerd in 1929 door Kono.